# F3 Euro Series 2010
La stagione 2010 della Formula 3 Euro Series è l'ottava del campionato di F3 Euro Series. Iniziò il 10 aprile con gare sul Circuito Paul Ricard e terminò il 17 ottobre a Hockenheim dopo 18 appuntamenti su 9 weekend di gara. Il campionato è stato vinto dal pilota italiano Edoardo Mortara.

## La prestagione

### Calendario
Il 18 dicembre 2009 è stato annunciato il calendario della serie, con 9 weekend previsti.
Successivamente, il 29 gennaio 2010, il calendario venne ridotto a soli 7 doppi appuntamenti quando si decise di non partecipare ai due eventi del DTM a Lausitz e a Hockenheim. Il campionato aggiunse poi un round conclusivo sul Circuito di Magny-Cours, a supporto di una gara della Le Mans Series che però non venne effettuato, mentre venne riprogrammato un secondo appuntamento a Hockenheim.

## Piloti e team
| Team                    | Telaio           | No | Driver                 | Status | Weekend di gare |
| ----------------------- | ---------------- | -- | ---------------------- | ------ | --------------- |
| ART Grand Prix          | F308- Mercedes   | 1  | Valtteri Bottas        |        | Tutte           |
| ART Grand Prix          | F308- Mercedes   | 2  | Alexander Sims         |        | Tutti           |
| ART Grand Prix          | F308- Mercedes   | 11 | Jim Pla                | R      | Tutti           |
| ART Grand Prix          | F308- Mercedes   | 30 | Esteban Gutiérrez      |        | 2               |
| Mücke Motorsport        | F308- Mercedes   | 3  | Roberto Merhi          |        | Tutti           |
| Mücke Motorsport        | F308- Mercedes   | 4  | Carlos Muñoz           | R      | Tutti           |
| Signature               | F308- Volkswagen | 5  | Edoardo Mortara        |        | Tutti           |
| Signature               | F308- Volkswagen | 6  | Marco Wittmann         |        | Tutti           |
| Signature               | F308- Volkswagen | 14 | Laurens Vanthoor       |        | Tutti           |
| Prema Powerteam         | F308- Mercedes   | 7  | Nicolas Marroc         |        | Tutti           |
| Prema Powerteam         | F308- Mercedes   | 8  | Daniel Juncadella      | R      | Tutti           |
| Motopark Academy        | F308- Volkswagen | 9  | Adrian Quaife-Hobbs    | R      | 1–2             |
| Motopark Academy        | F308- Volkswagen | 10 | Matias Laine           | R      | Tutti           |
| Motopark Academy        | F308- Volkswagen | 13 | António Félix da Costa | R      | Tutti           |
| Motopark Academy        | F308- Volkswagen | 15 | Kevin Magnussen        | R      | 3               |
| Motopark Academy        | F308- Volkswagen | 16 | Mika Mäki              |        | 5–7             |
| Motopark Academy        | F308- Volkswagen | 17 | Tobias Hegewald        | R      | 8               |
| Motopark Academy        | F308- Volkswagen | 18 | Christopher Zanella    |        | 9               |
| Motopark Academy        | F308- Volkswagen | 33 | Christopher Zanella    |        | 5–7             |
| Motopark Academy        | F305-Volkswagen  | 31 | Jimmy Eriksson         | R      | 2               |
| Motopark Academy        | F308- Volkswagen | 34 | Renger van der Zande   |        | 8               |
| China Sonangol-Motopark | F305-Volkswagen  | 32 | Luís Sá Silva          | R      | 2               |
| Jo Zeller Racing        | F306- Mercedes   | 38 | Sandro Zeller          | R      | 2, 9            |

| Icona | Status     |
| ----- | ---------- |
| R     | Rookie Cup |

- Tutte le vetture sono Dallara.

### Piloti
Cambio tra team
- Mika Mäki: Signature → Motopark Academy
- Roberto Merhi: Manor Motorsport → Mücke Motorsport
- Edoardo Mortara: Kolles & Heinz Union → Signature
- Alexander Sims: ASL Mücke Motorsport → ART Grand Prix
- Marco Wittmann: ASL Mücke Motorsport → Signature

Entranti/rientranti nel campionato
- António Félix da Costa: Eurocup Formula Renault 2.0 & Formula Renault 2.0 Northern European Cup (Motopark Academy) → Motopark Academy
- Jimmy Eriksson: Formula Renault 2.0 Northern European Cup (Motopark Academy) → Motopark Academy
- Tobias Hegewald: GP3 Series (RSC Mücke Motorsport) → Motopark Academy
- Daniel Juncadella: Formula BMW Europe (EuroInternational) → Prema Powerteam
- Matias Laine: Formula Renault UK (CRS Racing) → Motopark Academy
- Kevin Magnussen: Eurocup Formula Renault 2.0 & Formula Renault 2.0 Northern European Cup (Motopark Academy) → Motopark Academy
- Nicolas Marroc: F3 tedesca (Racing Experience) → Prema Powerteam
- Carlos Muñoz: Eurocup Formula Renault 2.0 & Formula Renault 2.0 West European Cup (Epsilon Euskadi) → Mücke Motorsport
- Jim Pla: Formula BMW Europe (DAMS) → ART Grand Prix
- Adrian Quaife-Hobbs: Eurocup Formula Renault 2.0 & Formula Renault 2.0 Northern European Cup (Motopark Academy) → Motopark Academy
- Luís Sá Silva: Asian Formula Renault Challenge (Asia Racing Team) → Motopark Academy
- Laurens Vanthoor: F3 tedesca (Van Amersfoort Racing) → Signature
- Sandro Zeller: Formula Lista Junior (Jo Zeller Racing) → Jo Zeller Racing

Uscenti
- Jules Bianchi: ART Grand Prix → GP2 Series (ART Grand Prix)
- Sam Bird: Mücke Motorsport → GP2 Series (ART Grand Prix)
- Mirko Bortolotti: Carlin Motorsport → GP3 Series (Addax Team)
- Andrea Caldarelli: SG Formula → F3 italiana (Prema Powerteam)
- Johnny Cecotto, Jr.: HBR Motorsport → GP2 Series (Trident Racing)
- Matteo Chinosi: Prema Powerteam → sconosciuto
- Stefano Coletti: Prema Powerteam → Formula Renault 3.5 Series (Comtec Racing)
- Carlo van Dam: Kolles & Heinz Union & SG Formula → Le Mans Series (Atlas FX-Team Full Speed)
- Tom Dillmann: HBR Motorsport & Prema Powerteam → F3 tedesca (HS Technik)
- Pedro Enrique: Manor Motorsport → GP3 Series (ART Grand Prix)
- Victor García: Prema Powerteam → Formula Renault 3.5 Series (KMP Racing)
- Tiago Geronimi: Signature → sconosciuto
- Brendon Hartley: Carlin Motorsport → Formula Renault 3.5 Series (Tech 1 Racing)
- Johan Jokinen: Kolles & Heinz Union → Campionato FIA di Formula 2 (2009-2012)
- Alexandre Marsoin: SG Formula → sconosciuto
- Kevin Mirocha: HBR Motorsport → Eurocup Formula Renault 2.0 (SL Formula Racing)
- Nico Monien: Mücke Motorsport → F3 tedesca (URD Rennsport)
- Atte Mustonen: Motopark Academy → sconosciuto
- César Ramos: Manor Motorsport → F3 italiana (BVM – Target Racing)
- Jake Rosenzweig: Carlin Motorsport → Formula Renault 3.5 Series (Carlin)
- Tim Sandtler: Prema Powerteam → sconosciuto
- Basil Shaaban: Prema Powerteam → sconosciuto
- Adrien Tambay: ART Grand Prix → Auto GP (Charouz-Gravity Racing)
- Nick Tandy: Kolles & Heinz Union → Porsche Supercup (Konrad Motorsport)
- Jean-Karl Vernay: Signature → Firestone Indy Lights (Sam Schmidt Motorsports)
- Christian Vietoris: Mücke Motorsport → GP2 Series (Racing Engineering)
- Henkie Waldschmidt: SG Formula → sconosciuto
- Robert Wickens: Kolles & Heinz Union → GP3 Series (Status Grand Prix)

### Scuderie
La Carlin Motorsport e la Manor Motorsport sono passate al neocostituito campionato di GP3 Series., mentre anche SG Formula e Kolles & Heinz Union hanno lasciato la serie.
La Motopark Academy passa dalla Mercedes alla Volkswagen.

## Premi al vincitore
I primi tre della classifica ottengono un test su una vettura di Formula Renault 3.5 Series.
I migliori piloti che utilizzano motori Mercedes-Benz e Volkswagen ottengono un test con vetture del Deutsche Tourenwagen Masters come la Mercedes-Benz Classe C e la Audi A4.

## Risultati e classifiche
| Gara | Gara | Circuito       | Pole Position     | Fastest Lap            | Vincitore              | Vettura            | Team             |
| ---- | ---- | -------------- | ----------------- | ---------------------- | ---------------------- | ------------------ | ---------------- |
| 1    | G1   | Le Castellet   | Daniel Juncadella | Marco Wittmann         | Edoardo Mortara        | Dallara-Volkswagen | Signature        |
| 1    | G2   | Le Castellet   |                   | Daniel Juncadella      | Alexander Sims         | Dallara-Mercedes   | ART Grand Prix   |
| 2    | G1   | Hockenheimring | Marco Wittmann    | Edoardo Mortara        | Marco Wittmann         | Dallara-Volkswagen | Signature        |
| 2    | G2   | Hockenheimring |                   | Valtteri Bottas        | Roberto Merhi          | Dallara-Mercedes   | Mücke Motorsport |
| 3    | G1   | Valencia       | Edoardo Mortara   | Daniel Juncadella      | Edoardo Mortara        | Dallara-Volkswagen | Signature        |
| 3    | G2   | Valencia       |                   | Kevin Magnussen        | Kevin Magnussen        | Dallara-Volkswagen | Motopark Academy |
| 4    | G1   | Norisring      | Edoardo Mortara   | Edoardo Mortara        | Edoardo Mortara        | Dallara-Volkswagen | Signature        |
| 4    | G2   | Norisring      |                   | Edoardo Mortara        | Valtteri Bottas        | Dallara-Mercedes   | ART Grand Prix   |
| 5    | G1   | Nürburgring    | Edoardo Mortara   | Edoardo Mortara        | Edoardo Mortara        | Dallara-Volkswagen | Signature        |
| 5    | G2   | Nürburgring    |                   | Daniel Juncadella      | António Félix da Costa | Dallara-Volkswagen | Motopark Academy |
| 6    | G1   | Zandvoort      | Edoardo Mortara   | Edoardo Mortara        | Edoardo Mortara        | Dallara-Volkswagen | Signature        |
| 6    | G2   | Zandvoort      |                   | Edoardo Mortara        | António Félix da Costa | Dallara-Volkswagen | Motopark Academy |
| 7    | G1   | Brands Hatch   | Laurens Vanthoor  | Marco Wittmann         | Edoardo Mortara        | Dallara-Volkswagen | Signature        |
| 7    | G2   | Brands Hatch   |                   | António Félix da Costa | António Félix da Costa | Dallara-Volkswagen | Motopark Academy |
| 8    | R1   | Oschersleben   | Valtteri Bottas   | Valtteri Bottas        | Valtteri Bottas        | Dallara-Mercedes   | ART Grand Prix   |
| 8    | G2   | Oschersleben   |                   | Valtteri Bottas        | Jim Pla                | Dallara-Mercedes   | ART Grand Prix   |
| 9    | G1   | Hockenheimring | Edoardo Mortara   | Valtteri Bottas        | Edoardo Mortara        | Dallara-Volkswagen | Signature        |
| 9    | G2   | Hockenheimring |                   | Daniel Juncadella      | Daniel Juncadella      | Dallara-Mercedes   | Prema Powerteam  |

### Classifica Piloti
- I punti vengono assegnati secondo lo schema seguente:

| Sistema di punteggio | Sistema di punteggio | Sistema di punteggio | Sistema di punteggio | Sistema di punteggio | Sistema di punteggio | Sistema di punteggio | Sistema di punteggio | Sistema di punteggio | Sistema di punteggio |
| Posizione            | 1°                   | 2°                   | 3°                   | 4°                   | 5°                   | 6°                   | 7°                   | 8°                   | PP                   |
| -------------------- | -------------------- | -------------------- | -------------------- | -------------------- | -------------------- | -------------------- | -------------------- | -------------------- | -------------------- |
| Gara 1               | 10                   | 8                    | 6                    | 5                    | 4                    | 3                    | 2                    | 1                    | 1                    |
| Gara 2               | 6                    | 5                    | 4                    | 3                    | 2                    | 1                    | 0                    | 0                    | 0                    |

| Pos                                      | Pilota                 | LEC | LEC | HOC | HOC | VAL | VAL | NOR | NOR | NÜR | NÜR | ZAN | ZAN | BRH | BRH | OSC | OSC | HOC | HOC | Punti |
| ---------------------------------------- | ---------------------- | --- | --- | --- | --- | --- | --- | --- | --- | --- | --- | --- | --- | --- | --- | --- | --- | --- | --- | ----- |
| 1                                        | Edoardo Mortara        | 1   | 2   | 2   | 3   | 1   | 6   | 1   | 3   | 1   | 6   | 1   | 11  | 1   | Rit | 6   | Rit | 1   | SQ  | 101   |
| 2                                        | Marco Wittmann         | 2   | 3   | 1   | 4   | 11  | 7   | 2   | 2   | 5   | 2   | 3   | 6   | 3   | 5   | 7   | 2   | 3   | 7   | 76    |
| 3                                        | Valtteri Bottas        | 9   | 6   | 3   | 5   | 2   | 4   | 3   | 1   | 6   | 7   | 2   | Rit | 4   | 4   | 1   | Rit | 2   | 3   | 74    |
| 4                                        | Alexander Sims         | 3   | 1   | Rit | 8   | 3   | 5   | 4   | 4   | 4   | 3   | 4   | 5   | 5   | 8   | 2   | 8   | 4   | 5   | 63    |
| 5                                        | Roberto Merhi          | 5   | 4   | 4   | 1   | 4   | Rit | 5   | 11  | 3   | 5   | 5   | 3   | 11  | 10  | 5   | 9   | 5   | 2   | 56    |
| 6                                        | Laurens Vanthoor       | Rit | 5   | Rit | Rit | 5   | 3   | 9   | 5   | 2   | 11  | 7   | 2   | 2   | 7   | 13  | 4   | 6   | SQ  | 42    |
| 7                                        | António Félix da Costa | 8   | 8   | 7   | 9   | 6   | Rit | 7   | Rit | 7   | 1   | 8   | 1   | 8   | 1   | 3   | Rit | 9   | 4   | 40    |
| 8                                        | Daniel Juncadella      | 4   | 7   | 8   | 2   | 9   | 9   | 10† | 6   | 12  | 10  | Rit | 9   | 6   | 3   | 4   | 6   | 8   | 1   | 35    |
| 9                                        | Carlos Muñoz           | Rit | 12  | 14  | Rit | 10  | Rit | 6   | 9   | 14  | 9   | 6   | 4   | 7   | 2   | 8   | 10  | 11  | 6   | 18    |
| 10                                       | Jim Pla                | 7   | 11  | 13  | 6   | NP  | 8   | Rit | 8   | 8   | 4   | 10  | 13  | 13  | 12  | 9   | 1   | 12  | 11† | 13    |
| 11                                       | Nicolas Marroc         | 11  | 10  | 10  | 13  | 8   | 2   | 11† | 10  | 9   | 8   | 13  | 12  | 12  | 11  | 10  | 3   | Rit | 8   | 10    |
| 12                                       | Kevin Magnussen        |     |     |     |     | 7   | 1   |     |     |     |     |     |     |     |     |     |     |     |     | 8     |
| 13                                       | Adrian Quaife-Hobbs    | 6   | 9   | 5   | 7   |     |     |     |     |     |     |     |     |     |     |     |     |     |     | 7     |
| 14                                       | Matias Laine           | 10  | 13  | 9   | 10  | Rit | 10  | 8   | 7   | 11  | Rit | 12  | 10  | 10  | 6   | 11  | Rit | 10  | 9   | 3     |
| 15                                       | Christopher Zanella    |     |     |     |     |     |     |     |     | 10  | Rit | 9   | 7   | NP  | NP  |     |     | 7   | Rit | 2     |
| 16                                       | Tobias Hegewald        |     |     |     |     |     |     |     |     |     |     |     |     |     |     | 12  | 7   |     |     | 1     |
| 17                                       | Mika Mäki              |     |     |     |     |     |     |     |     | 13  | Rit | 11  | 8   | 9   | 9   |     |     |     |     | 0     |
| Piloti ospiti non eleggibili per i punti |                        |     |     |     |     |     |     |     |     |     |     |     |     |     |     |     |     |     |     |       |
|                                          | Renger van der Zande   |     |     |     |     |     |     |     |     |     |     |     |     |     |     | 14  | 5   |     |     | 0     |
|                                          | Esteban Gutiérrez      |     |     | 6   | Rit |     |     |     |     |     |     |     |     |     |     |     |     |     |     | 0     |
|                                          | Sandro Zeller          |     |     | 15  | 11  |     |     |     |     |     |     |     |     |     |     |     |     | 13  | 10  | 0     |
|                                          | Jimmy Eriksson         |     |     | 11  | Rit |     |     |     |     |     |     |     |     |     |     |     |     |     |     | 0     |
|                                          | Luís Sá Silva          |     |     | 12  | 12  |     |     |     |     |     |     |     |     |     |     |     |     |     |     | 0     |
| Pos                                      | Pilota                 | LEC | LEC | HOC | HOC | VAL | VAL | NOR | NOR | NÜR | NÜR | ZAN | ZAN | BRH | BRH | OSC | OSC | HOC | HOC | Punti |

| Colore  | Risultato             |
| ------- | --------------------- |
| Oro     | Vincitore             |
| Argento | 2º posto              |
| Bronzo  | 3º posto              |
| Verde   | Finito a punti        |
| Blu     | Finito senza punti    |
| Viola   | Ritirato (Rit)        |
| Viola   | Non classificato (NC) |
| Rosso   | Non qualificato (NQ)  |
| Nero    | Squalificato (SQ)     |
| Bianco  | Non partito (NP)      |
| Bianco  | Non ha gareggiato     |
| Bianco  | Infortunato (INF)     |
| Bianco  | Escluso (ES)          |
| Bianco  | Gara cancellata (C)   |

### Classifica Team
| Pos                                        | Team             | LEC | LEC | HOC | HOC | VAL | VAL | NOR | NOR | NÜR | NÜR | ZAN | ZAN | BRH | BRH | OSC | OSC | HOC | HOC | Punti |
| ------------------------------------------ | ---------------- | --- | --- | --- | --- | --- | --- | --- | --- | --- | --- | --- | --- | --- | --- | --- | --- | --- | --- | ----- |
| 1                                          | Signature        | 1   | 2   | 1   | 3   | 1   | 3   | 1   | 2   | 1   | 2   | 1   | 2   | 1   | 5   | 5   | 2   | 1   | 7   | 193   |
| 1                                          | Signature        | 2   | 3   | 2   | 4   | 5   | 6   | 2   | 3   | 2   | 6   | 3   | 6   | 2   | 7   | 6   | 4   | 3   | SQ  | 193   |
| 2                                          | ART Grand Prix   | 3   | 1   | 3   | 5   | 2   | 4   | 3   | 1   | 4   | 3   | 2   | 5   | 4   | 4   | 1   | 1   | 2   | 3   | 148   |
| 2                                          | ART Grand Prix   | 7   | 6   | 13  | 6   | 3   | 5   | 4   | 4   | 6   | 4   | 4   | 13  | 5   | 8   | 2   | 8   | 4   | 5   | 148   |
| 3                                          | Mücke Motorsport | 5   | 4   | 4   | 1   | 4   | Rit | 5   | 9   | 3   | 5   | 5   | 3   | 7   | 2   | 5   | 9   | 5   | 2   | 74    |
| 3                                          | Mücke Motorsport | Rit | 12  | 14  | Rit | 10  | Rit | 6   | 11  | 14  | 9   | 6   | 4   | 11  | 10  | 8   | 10  | 11  | 6   | 74    |
| 4                                          | Motopark Academy | 6   | 8   | 5   | 7   | 6   | 1   | 7   | 7   | 7   | 1   | 8   | 1   | 8   | 1   | 3   | 7   | 7   | 4   | 60    |
| 4                                          | Motopark Academy | 8   | 9   | 7   | 9   | 7   | 10  | 8   | Rit | 10  | Rit | 11  | 8   | 9   | 6   | 11  | Rit | 9   | 9   | 60    |
| 5                                          | Prema Powerteam  | 4   | 7   | 8   | 2   | 8   | 2   | 10  | 6   | 9   | 8   | 13  | 9   | 6   | 3   | 4   | 3   | 8   | 1   | 44    |
| 5                                          | Prema Powerteam  | 11  | 10  | 10  | 13  | 9   | 9   | 11  | 10  | 12  | 10  | Rit | 12  | 12  | 11  | 10  | 6   | Rit | 8   | 44    |
| Scuderie ospiti non eleggibili per i punti |                  |     |     |     |     |     |     |     |     |     |     |     |     |     |     |     |     |     |     |       |
|                                            | Jo Zeller Racing |     |     | 15  | 11  |     |     |     |     |     |     |     |     |     |     |     |     | 13  | 10  | 0     |
| Pos                                        | Team             | LEC | LEC | HOC | HOC | VAL | VAL | NOR | NOR | NÜR | NÜR | ZAN | ZAN | BRH | BRH | OSC | OSC | HOC | HOC | Punti |

| Colore  | Risultato             |
| ------- | --------------------- |
| Oro     | Vincitore             |
| Argento | 2º posto              |
| Bronzo  | 3º posto              |
| Verde   | Finito a punti        |
| Blu     | Finito senza punti    |
| Viola   | Ritirato (Rit)        |
| Viola   | Non classificato (NC) |
| Rosso   | Non qualificato (NQ)  |
| Nero    | Squalificato (SQ)     |
| Bianco  | Non partito (NP)      |
| Bianco  | Non ha gareggiato     |
| Bianco  | Infortunato (INF)     |
| Bianco  | Escluso (ES)          |
| Bianco  | Gara cancellata (C)   |

### Coppa delle Nazioni
|                | Nazione     | Punti |
| -------------- | ----------- | ----- |
| 1              | Italia      | 96    |
| 2              | Spagna      | 90    |
| 3              | Germania    | 76    |
| 4              | Finlandia   | 76    |
| 5              | Regno Unito | 70    |
| 6              | Belgio      | 41    |
| 7              | Portogallo  | 40    |
| 8              | Francia     | 23    |
| 9              | Colombia    | 18    |
| 10             | Danimarca   | 8     |
| 11             | Svizzera    | 2     |
| Nazioni ospiti |             |       |
|                | Messico     | 0     |
|                | Angola      | 0     |
|                | Svezia      | 0     |
|                | Paesi Bassi | 0     |